# 小牧市西部コミュニティセンター

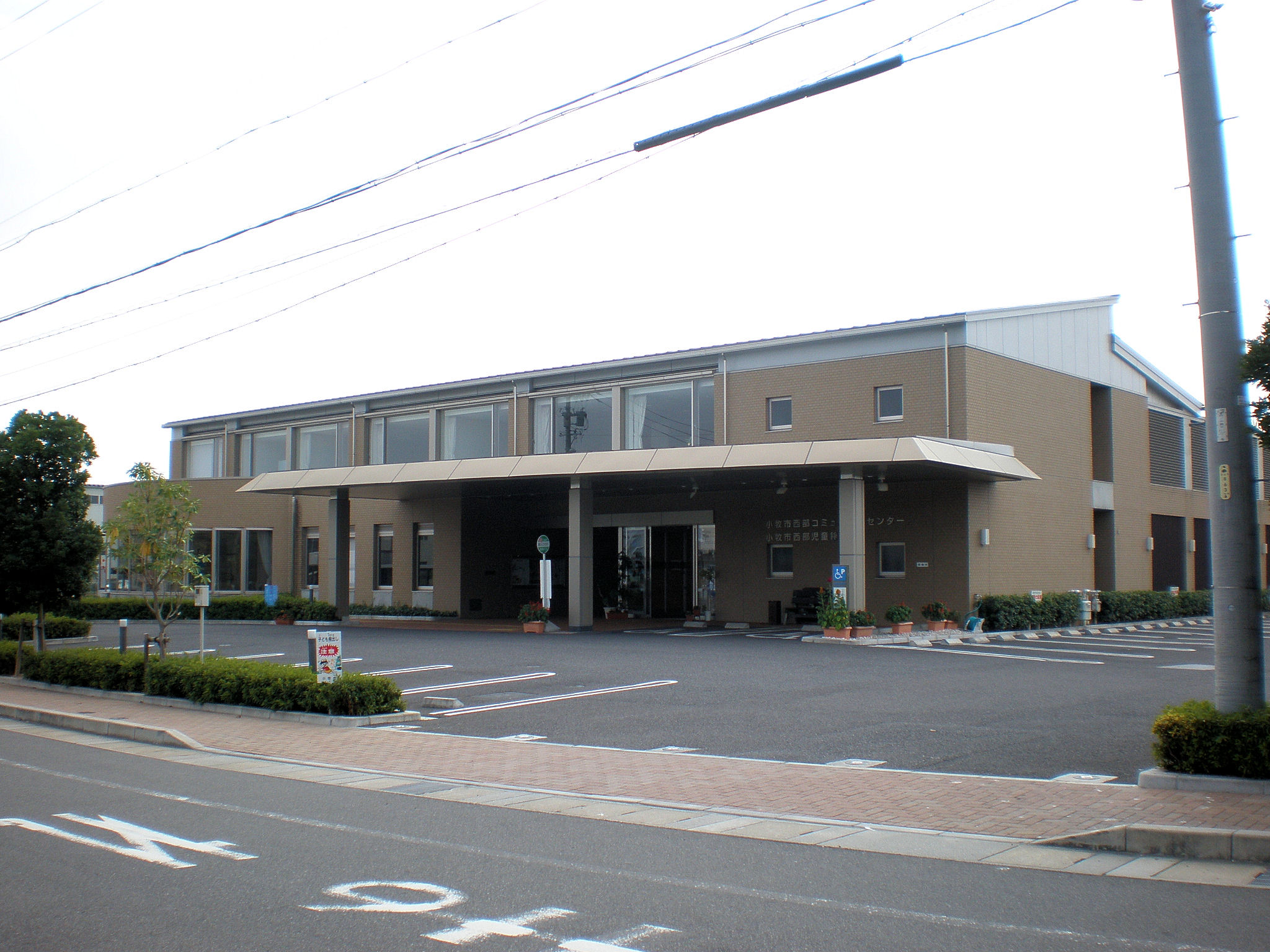
小牧市西部コミュニティセンター

小牧市西部コミュニティセンター（こまきしせいぶコミュニティセンター）とは、愛知県小牧市西部にある公民館。講堂や会議室などがある他、児童館が併設されている。オープンは2005年（平成17年）の11月1日。指定管理者は小学館集英社プロダクション・ダイケングループ。

## 沿革
- 2005年（平成17年）11月1日 - オープン

## 所在地
愛知県小牧市大字西之島528-1

## 交通手段
- こまき巡回バスの西部コミュニティセンター停留所下車。

## 周辺
- 名神高速道路
- 矢戸川
- 三ツ星ベルト名古屋工場